# Roman Vlad
Roman Vlad (ur. 29 grudnia 1919 w Czerniowcach, zm. 21 września 2013 w Rzymie) – włoski kompozytor, pianista i pisarz muzyczny pochodzenia rumuńskiego. 

## Życiorys
Uczył się gry na fortepianie w konserwatorium w Czerniowcach, następnie w 1938 roku wyjechał do Rzymu, gdzie podjął studia inżynierskie na uniwersytecie. Uczył się też w Akademii Muzycznej św. Cecylii u Alfredo Caselli (dyplom 1941). W 1951 roku otrzymał włoskie obywatelstwo. W 1954 i 1955 roku wykładał w Dartington Summer School. Od 1955 do 1958 i ponownie od 1966 do 1969 roku był dyrektorem muzycznym Accademia Filarmonica Romana w Rzymie. W latach 1960–1963 był przewodniczącym włoskiej sekcji Międzynarodowego Towarzystwa Muzyki Współczesnej. Pełnił funkcję dyrektora artystycznego Maggio Musicale Fiorentino (1964) i Teatro Comunale (1968–1973) we Florencji, orkiestry symfonicznej RAI w Turynie (1976–1980) oraz opery La Scala (1994–1997). W latach 1982–1984 prezes Confédération Internationale des Sociétés d’Auteurs et Compositeurs. Od 1968 roku wykładał kompozycję w konserwatorium w Turynie.
Doktor honoris causa National University of Ireland w Dublinie (1974). Otrzymał krzyż komandorski francuskiego Orderu Sztuki i Literatury (1993), krzyż wielki Orderu Zasługi Republiki Włoskiej (1996) oraz krzyż wielkiego oficera Orderu Gwiazdy Rumunii (2004).

## Twórczość
W swojej twórczości posługiwał się techniką dodekafoniczną, jednak jej zasady traktował nieortodoksyjnie i często nawiązywał do muzyki poprzednich epok. W późniejszych kompozycjach sięgał po najnowsze zdobycze awangardy, m.in. klastery, elementy aleatoryzmu i proporcjonalną notację beztaktową.
Był autorem licznych artykułów w czasopismach włoskich i zagranicznych, redagował czasopisma „Musica e dossier” i „Lo Spettatore”. Był redaktorem działu muzycznego w Enciclopedia dello spettacolo. Napisał prace Modernità e tradizione nella musica contemporanea (Turyn 1955), Le musiche religiose di Igor Strawinsky (Wenecja 1956), Luigi Dallapiccola (Mediolan 1957), Storia della dodecafonia (Mediolan 1958), Strawinsky (Turyn 1958).

## Wybrane kompozycje
(na podstawie materiałów źródłowych)

### Utwory orkiestrowe
- Sinfonietta (1941)
- Suita (1941)
- Sinfonia all’antica (1947–1948)
- Variazioni concertanti su una serie di 12 note dal Don Giovanni di Mozart na fortepian i orkiestrę (1955)
- Musica per archi I (Meloritmi) (1955–1957)
- Musica concertata na harfę i orkiestrę (1958)
- Ode super Chrysaea Phorminx na gitarę i orkiestrę (1964)
- Divertimento sinfonico (1965–1967)
- Musica per archi II (1988)
- 2 preludi e una fuga (1995)
- Ricordando le antiche melodie di Romeo e Giulietta na fortepian i orkiestrę smyczkową (1995)

### Utwory kameralne
- Sonatina na flet i fortepian (1945)
- Divertimento na 11 instrumentów (1948)
- Kwartet smyczkowy (1955–1957)
- Serenata na 12 instrumentów (1959)
- Improvvisazione su di una melodia na klarnet i fortepian (1970)
- Il magico flauto di Severino na flet i fortepian (1971)
- Ricordando Valentino Bucchi na 14 instrumentów (1977)
- Meditazioni sopra un antico canto russo, ricordando Igor Strawinsky na klarnet i 7 instrumentów (1982)
- 6 canoni nei nomi di J.S. Bach e G.F. Haendel na 6 instrumentów dętych drewnianych (1984)
- Tetraktys na kwartet smyczkowy (1984)
- Musica per archi N. 2 sempre di nuovo „Immer Wieder” na 11 instrumentów smyczkowych (1987–1988)

### Utwory fortepianowe
- Studi dodecafonici (1943–1947, wersja zrewid. 1957)
- Variazioni intorno all’ultima mazurka di Chopin (1964)
- Sognando il sogno: variazioni su una variazione (1971)
- Piccolo lambiccamento sonoro sul morte di Tristan Tzara (1994)

### Utwory klawesynowe
- Giochi con Bach sul clavicembalo (1979)

### Utwory na chór a cappella
- Lettura di Michelangelo (1964, wersja zrewid. na sopran lub tenora i orkiestrę pt. Cadenze michelangiolesche 1967)
- Lettura di Lorenzo il Magnifico (1974)

### Utwory wokalno-instrumentalne
- Poemi della luce na głos i fortepian (1939)
- kantaty: I Dove sei, Elohim? na chór i orkiestrę (1940–1942), II De profundis na chór i orkiestrę (1942–1946), III Le ciel est vide na chór i orkiestrę (1952–1953)
- 3 invocazioni na głos i orkiestrę lub fortepian (1948–1949)
- 5 elegie su testi biblici na głos i smyczki lub fortepian (1952)
- Colinde transilvane na chór (1957)
- Immer wieder na sopran i 8 instrumentów (1965)
- Piccolo divertimento corale na chór (!968)
- „Ego autem” in memoria di Alfredo Casella na baryton i organy (1972)
- Due letture na chór i 13 instrumentów (1976)
- 3 Poesie di Montale na baryton i fortepian (1978, wersja zrewid. na baryton i orkiestrę 1980)
- Preludio, recitativo e rilettura di Michelangelo na bas i fortepian (1981)
- 3 Poesie di Alberto Bevilacqua na sopran i fortepian (1984)
- 1 Poesia di Valerio Magrelli na baryton i fortepian (1987)
- Rerum cursus na chór i orkiestrę (1990)
- Temura na baryton i fortepian (1990)
- La musica degli haiku: le stagioni giapponesi (70 haiku per Michiko Hirayama) na głos i fortepian (1994)

### Opery
- Storia di una mamma (wyst. Wenecja 1951)
- opera radiowa Il dottore di vetro (wyk. RAI Turyn 1959)
- opera telewizyjna La fantarca (1967)
- Il Sogno (wyst. Bergamo 1973)

### Balety
- La strada sul caffé (1942–1943)
- La dama delle camelie (wyst. Rzym 1945, wersja zrewid. 1956)
- Masques ostendais (wyst. Spoleto 1959, wersja zrewid. 1960)
- Die Wiederkehr (1962, wersja zrewid. pt. Ricercare 1968)
- Il Gabbiano (wyst. Spoleto 1968)

### Utwory elektroniczne
- Ricercare elettronico na taśmę (1961)